# Herre, vi har hört om dig och häpnat
Herre, vi har hört om dig och häpnat är en psalm med text skriven 1973 av Sten-Sture Zettergren och musik skriven 1986 av Olle Widestrand. Texten bearbetades 1986.

## Publicerad i
- Psalmer och Sånger 1987 som nr 524 under rubriken "Kyrkoåret - Pingst"[1]